# Cẩm Thịnh (phường)
Cẩm Thịnh là một phường thuộc thành phố Cẩm Phả, tỉnh Quảng Ninh, Việt Nam.
Phường Cẩm Thịnh có diện tích 16,26 km², dân số năm 2012 là 9759 người, mật độ dân số đạt 564 người/km².